# (4551) Cochran
(4551) Cochran est un astéroïde de la ceinture principale.

## Description
(4551) Cochran est un astéroïde de la ceinture principale. Il fut découvert le 28 juin 1979 à la station Anderson Mesa par Edward L. G. Bowell. Il présente une orbite caractérisée par un demi-grand axe de 2,43 UA, une excentricité de 0,27 et une inclinaison de 12,1° par rapport à l'écliptique.

## Compléments